# 구미초등학교 (경북)
구미초등학교는 대한민국 경상북도 구미시 원평동에 있는 공립 초등학교이다. 박정희 前 대통령이 본교 11회 졸업생(1932년 3월25일)이다.

## 학교 연혁
- 1919년 6월 11일 설립인가
- 1920년 2월 24일 구미공립보통학교(4년제) 개교
- 1925년 4월 1일 6년제로 개칭
- 1938년 4월 1일 원평공립심상소학교로 개칭[1]
- 1941년 4월 1일 원평공립국민학교로 개칭[2]
- 1946년 3월 1일 구미국민학교로 교명 변경
- 1991년 5월 3일 故 박정희 대통령 동상 제막
- 1994년 3월 7일 병설유치원 개원(제1회)
- 1996년 3월 1일 구미초등학교로 교명 변경[3]
- 2015년 3월 1일 제31대 박인숙 교장 부임
- 2018년 2월 13일 제97회 졸업(24명) 총 졸업생 수(21,830명)
- 2018년 3월 1일 총7학급(105명)편성(특수학급 1학급 포함), 병설유치원 3학급(64명)

## 학교 상징
- 교화 : 장미 - 우아하고 순결하고 정열적임, 매사에 능동적이고 진취적이며 상냥하고 부드러운 사람을 기른다는 뜻을 가지고 있다.
- 교목 : 은행나무 - 수명이 길고 곧게 뻗어가는 큰 나무로 용도는 다양하다. 장차 우리나라를 위해 쓸모 있는 일꾼을 기른다는 뜻이다.

## 참고 자료
- 구미초등학교 - 한국교육학술정보원 학교알리미